# Emily Mortimer
Emily Mortimer (Londres, 1 de desembre de 1971) és una actriu de cinema anglesa. Va començar la seva carrera en produccions estudiantils a la Universitat d'Oxford i va tenir el seu primer paper com a coprotagonista el 1995 en la mini sèrie de televisió The Glass Virgin. Va debutar al cinema el 1996 amb The Ghost and the Darkness i en pel·lícules com Scream 3, Match Point, Harry Brown, Hugo i en sèries de televisió com The Newsroom.

## Primers anys i educació
Filla de Sir John Mortimer (advocat i escriptor conegut per la sèrie britànica "Rumpole of the Bailey" i les seves novel·les de misteri) i la seva segona esposa Penelope
Mortimer va estudiar al St.Paul's Girl's School de Londres on va començar a participar en produccions estudiantils i posteriorment va anar a la Universitat d'Oxford on es va graduar en rus.

## Carrera

#### 1995–2008: Primeres feines i reconeixement
Mentre estudiava a la Universitat d'Oxford, Mortimer va participar en diverses obres de teatre i va ser descoberta per un productor que la va contractar per protagonitzar l'adaptació televisiva The Glass Virgin (1995). Va continuar treballant en produccions britàniques com Sharpe's Sword i Coming Home, i va fer el salt al cinema amb The Ghost and the Darkness i The Last of the High Kings (1996).
Durant els anys següents va alternar papers a la televisió i al cinema, amb aparicions destacades a Elisabet (1998), Notting Hill (1999), Scream 3 (2000), i Love's Labour's Lost de Kenneth Branagh, on va conèixer l'actor Alessandro Nivola, que esdevindria el seu marit. El 2001 va rebre elogis per la seva interpretació a Lovely & Amazing, que li va valer un premi Independent Spirit a la millor actriu secundària.
Mortimer va continuar treballant tant al Regne Unit com als Estats Units, amb papers a The 51st State, Bright Young Things, Young Adam, i Dear Frankie (2004), on la seva interpretació com a mare soltera va ser especialment ben rebuda. També va posar veu a la versió anglesa d'El castell ambulant de Hayao Miyazaki.
El 2005 va actuar a Match Point de Woody Allen, seguit de The Pink Panther (2006), Lars and the Real Girl (2007), i Transsiberià (2008), on va rebre bones crítiques pel seu paper com a protagonista. Aquell mateix any també va aparèixer a Chaos Theory i, el 2009, va reprendre el paper  a The Pink Panther 2. A més, va fer una breu aparició a la sèrie 30 Rock com a parella del personatge de Jack Donaghy.

#### 2009–2019: Evolució de la carrera al cinema
El 2009, Mortimer va interpretar una detectiva a Harry Brown, al costat de Michael Caine. El mateix any, va aparèixer a City Island, i poc després va tenir un paper destacat a Shutter Island (2010) de Martin Scorsese. També va protagonitzar Leonie, on va rebre elogis pel seu retrat de l’educadora Leonie Gilmour.
El 2011, va participar a Our Idiot Brother i Hugo, també de Scorsese, i va començar a interpretar Mackenzie McHale a la sèrie The Newsroom de HBO, creada per Aaron Sorkin.  Aquell mateix any va cocrear i protagonitzar la comèdia Doll & Em amb la seva amiga Dolly Wells.
En anys posteriors, va destacar en The Sense of an Ending (2017), The Party, i La llibreria. També va aparèixer en títols com Write When You Get Work, Head Full of Honey, i va tenir un paper a Mary Poppins Returns (2018).
El 2019, va protagonitzar Good Posture, dirigida per Dolly Wells, on encarna una escriptora reservada. Aquell any també va intervenir a la comèdia Phil i al film de terror Mary, tots dos rebuts negativament per la crítica.

#### 2020-present: Treballs recents i televisió
El 2020, Mortimer va protagonitzar el film de terror Relic, on va rebre bones crítiques pel seu paper com a mare absorbida per la feina. Aquell mateix any també va aparèixer a la sèrie de ciència-ficció Don't Look Deeper. El 2021 va escriure, dirigir i interpretar un paper a la minisèrie The Pursuit of Love, que li va valer una nominació als Premis BAFTA com a millor actriu secundària. Va ser escollida per substituir Sally Hawkins en el paper de la senyora Brown a Paddington in Peru.

## Filmografia i premis
| Any  | Títol                                                 | Paper                                   | Notes                           |
| ---- | ----------------------------------------------------- | --------------------------------------- | ------------------------------- |
| 1994 | Under the Hammer                                      | Angela                                  | Sèrie de Televisió              |
| 1994 | Blue Heelers                                          | Kelly                                   | Sèrie de Televisió              |
| 1995 | The Glass Virgin                                      | Annabella Lagrange                      | Mini Sèrie de Televisió         |
| 1995 | Screen Two                                            | Amanda Ellis                            | Sèrie de Televisió              |
| 1995 | Sharpe's Sword                                        | Lass                                    | Telefilm                        |
| 1996 | Silent Witness                                        | Fran                                    | Sèrie de Televisió              |
| 1996 | Lord of Misrule                                       | Emma                                    | Telefilm                        |
| 1996 | No Bananas                                            | Una                                     | MIni Sèrie de Televisió         |
| 1996 | The Ghost and the Darkness (Los demonios de la noche) | Helena Patterson                        |                                 |
| 1996 | L'any que va morir Elvis                              | Romy Thomas                             |                                 |
| 1997 | Midsomer Murders                                      | Katherine Lacey                         | Sèrie de Televisió              |
| 1997 | El sant (The Saint)                                   | Dona a l'avió                           |                                 |
| 1997 | A Dance to the Music of Time                          | Polly Duport                            | Mini sèrie de Televisió         |
| 1998 | Coming Home                                           | Judith Dunbar                           | Telefilm                        |
| 1998 | Elisabet                                              | Kat Ashley                              |                                 |
| 1998 | Cider with Rosie                                      | Miss Flynn                              | Telefilm                        |
| 1999 | Noah's Ark                                            | Esther                                  | Minisèrie de televisió          |
| 1999 | Notting Hill                                          | La noia perfecta, pretendenta d'en Will |                                 |
| 2000 | Scream 3                                              | Angelina Tyler                          |                                 |
| 2000 | Treballs d'amors perduts (Love's Labour's Lost)       | Katherine                               |                                 |
| 2000 | Disney's The Kid                                      | Amy                                     |                                 |
| 2001 | Lovely & Amazing                                      | Elizabeth Marks                         |                                 |
| 2001 | The 51st State                                        | Dakota Parker                           |                                 |
| 2002 | Jeffrey Archer: The Truth                             | Lady Di                                 | Telefilm                        |
| 2003 | A Foreign Affair                                      | Angela Beck                             |                                 |
| 2003 | Nobody Needs to Know                                  | Emily                                   |                                 |
| 2003 | The Sleeping Dictionary                               | Cecil                                   |                                 |
| 2003 | Young Adam                                            | Cathie Dimly                            |                                 |
| 2003 | Bright Young Things                                   | Nina Blount                             |                                 |
| 2004 | Dear Frankie                                          | Lizzie                                  |                                 |
| 2005 | Match Point                                           | Chloe Hewett Wilton                     |                                 |
| 2006 | The Pink Panther                                      | Nicole                                  |                                 |
| 2006 | Paris, je t'aime                                      | Frances                                 |                                 |
| 2007 | Lars and the Real Girl                                | Karin                                   |                                 |
| 2008 | Transsiberian                                         | Jessie                                  |                                 |
| 2008 | Cinturó vermell                                       | Laura Black                             |                                 |
| 2008 | Chaos Theory                                          | Susan                                   |                                 |
| 2009 | The Pink Panther 2                                    | Nicole                                  |                                 |
| 2009 | City Island                                           | Molly                                   |                                 |
| 2009 | Harry Brown                                           | Alice                                   |                                 |
| 2010 | Shutter Island                                        | Rachel 1                                |                                 |
| 2010 | Leonie                                                | Leonie                                  |                                 |
| 2011 | Our Idiot Brother                                     | Liz                                     |                                 |
| 2011 | Cars 2                                                | Holley Shiftwell                        | veu                             |
| 2011 | Hugo                                                  | Lisette                                 |                                 |
| 2012 | The Newsroom                                          | MacKenzie McHale                        | Sèrie de Televisió. Temporada 1 |
| 2013 | The Newsroom                                          | MacKenzie McHale                        | Sèrie de Televisió. Temporada 2 |
| 2013 | Doll & Em                                             | Emily                                   | Sèrie de Televisió              |
| 2014 | Rio, Eu Te Amo                                        |                                         |                                 |
| 2017 | El sentit d'un final                                  | Sarah Ford                              |                                 |
| 2017 | The Bookshop                                          | Florence Green                          |                                 |
| 2017 | The Party                                             |                                         |                                 |